# Acraea lycoides
Acraea lycoides är en fjärilsart som beskrevs av Le Doux 1931. Acraea lycoides ingår i släktet Acraea och familjen praktfjärilar. Inga underarter finns listade i Catalogue of Life.